# Іаський сільський округ
Іа́ський сільський округ (каз. Иасы ауылдық округі, рос. Иасский сельский округ) — адміністративна одиниця у складі Сауранського району Туркестанської області Казахстану. Адміністративний центр та єдиний населений пункт — село Шойтобе.
Населення — 2677 осіб (2021; 2448 у 2009, 1931 у 1999, 1503 у 1989).
Станом на 1989 рік існувала Калінінська сільська рада (села Іждихан, Калініна, Ортак, Шойтобе), село Єнбекшидіхан перебувало у складі Урангайської сільської ради. 2007 року села Іждихан, Калініна та Ортак були включені до складу міста Туркестан. 2009 року до складу округу було передано територію площею 73,95 км² разом з селом Єнбекшидіхан Урангайського сільського округу.

## Склад
До складу округу входять такі населені пункти:
| Населений пункт    | Колишні назви | Населення, осіб (1989) | Населення, осіб (1999) | Населення, осіб (2009) | Населення, осіб (2021) |
| ------------------ | ------------- | ---------------------- | ---------------------- | ---------------------- | ---------------------- |
| Шойтобе, село      | -             | 412                    | 397                    | 589                    | 263                    |
| --Водний санаторій | -             | -                      | -                      | -                      | 6                      |
| --Шопандар-Уйлері  | -             | -                      | -                      | -                      | 7                      |
| Єнбекшидіхан, село | -             | 1091                   | 1534                   | 1859                   | 2401                   |